# William Turner (Diplomat)
William Turner (* 1792; † 10. Januar 1867 in Leamington Spa) war ein britischer Diplomat.

## Leben
Turner trat bereits mit 18 Jahren in den diplomatischen Dienst ein und wurde 1811 an der britischen Botschaft in Konstantinopel eingesetzt. Der Botschafter Robert Liston gab ihm Gelegenheit zu ausgedehnten Reisen durch den Nahen Osten. 1820 veröffentlichte Turner einen Reisebericht unter dem Titel Journal of a Tour in the Levant.
1824 kehrte er als Botschaftssekretär nach Konstantinopel zurück. Von 1829 bis 1838 diente er als Außerordentlicher Gesandter (englisch Envoy Extraordinary) in Kolumbien.

## Veröffentlichungen
- Journal of a Tour in the Levant. Verlag John Murray, London 1820 (Volltext in der Google-Buchsuche).